# 上毛電氣鐵道
上毛電氣鐵道株式會社（日语：／）是一家總部位於群馬縣前橋市的鐵路公司。該公司設有於群馬縣內行走的上毛線。公司通稱上毛電鐵（日语：／），簡稱上電（日语：／）。
上毛電鐵是東武鐵道的合併子公司，而上信電鐵也是主要股東之一。上毛電鐵為前運輸省虧損補助受惠的其中一間公司。

## 歷史
- 1926年（大正15年）5月27日 - 上毛電氣鐵道成立。
- 1928年（昭和3年）11月10日 - 上毛線中央前橋至西桐生之間啟用。
- 1930年（昭和5年）3月24日 - 開設巴士事業。
- 1934年（昭和9年）7月8日 - 總部由東京遷移至前橋。
- 1950年（昭和25年）9月15日 - 開設巴士租賃事業。
- 1995年（平成7年）4月 - 結束巴士事業。

## 鐵路事業
上毛線在1990年代後期起，在10年之間減少4成乘客，並且客量一直繼續減少。另外，鄰近大胡站的群馬縣立前橋東商業高等學校合併至群馬縣立前橋商業高等學校後，於2008年度關校，使主要收入來源（學生定期旅客收入）減少。
職員數目由於合理化而減少及停止招聘。在15年間，職員人數減少近4成。在2007年才再次招募高校畢業生。部分列車正在試行服務員。
鐵路線中長久以來設有起卸行李業務，但是隨著送貨上門等其他服務普及，以及使用人次減少和實施一人控制措施而終止該服務。

### 路線

路線圖

| 中文線名 | 日文線名 | 起點     | 終點   | 距離（公里） |
| -------- | -------- | -------- | ------ | ------------ |
| 上毛線   |          | 中央前橋 | 西桐生 | 25.4         |

### 車輛

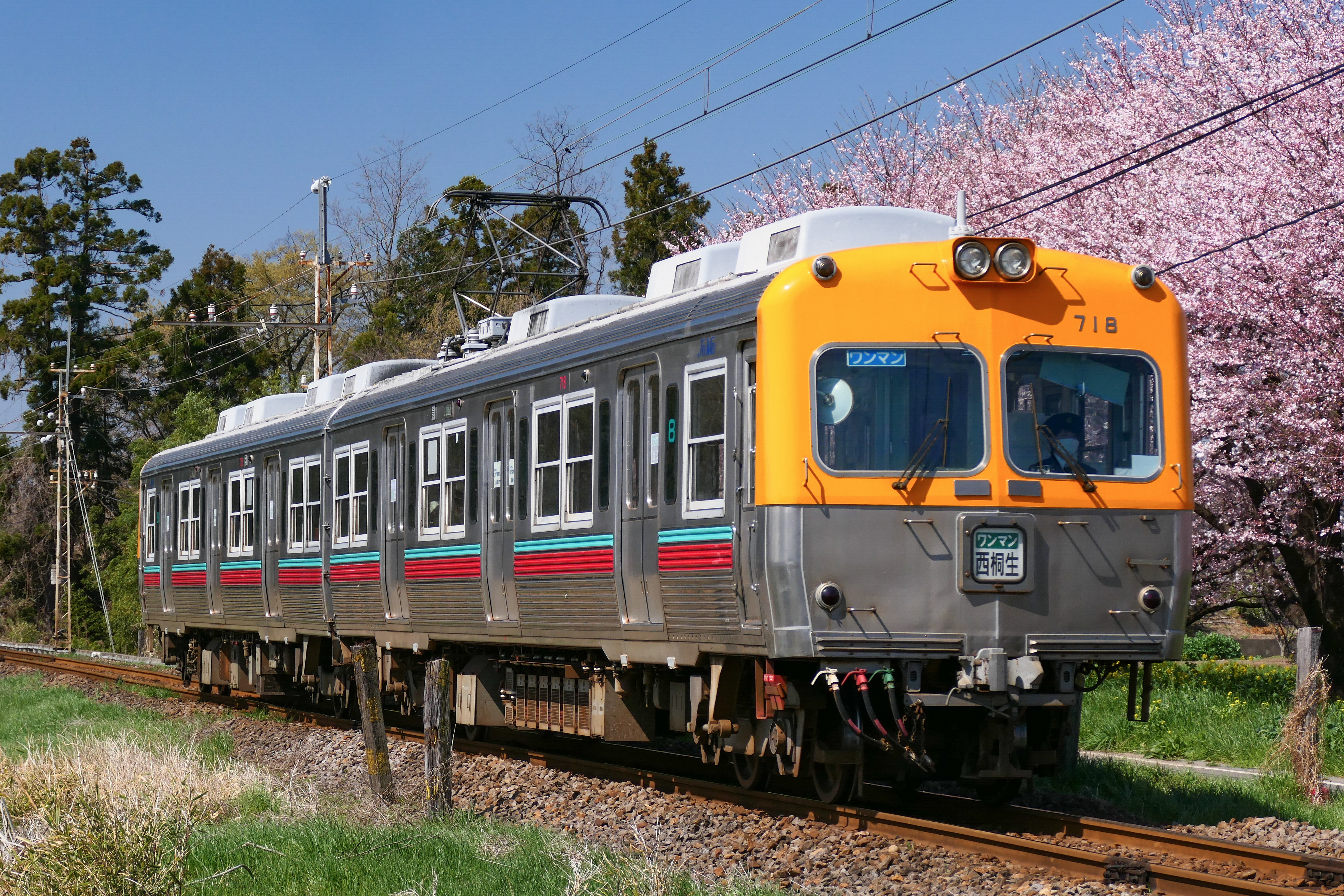
上毛電氣鐵道700型電動列車

- 800型（前營團03系）
- 700型（日语：上毛電気鉄道700型電車）（前京王3000系（日语：京王3000系電車））
- DeHa100型（日语：上毛電気鉄道デハ100型電車） - 活動用列車、牽引貨車用列車
- HoKi1形（日语：上毛電気鉄道ホキ1形貨車）（前東武HoKi1形貨車（日语：東武ホキ1形貨車）） - 維護路軌工程專用車輛

除了上述各車輛外，也有動態保存為目的，來自東急的電氣機車DeKi3020形3021和來自東武的鐵蓋車De200形241。均由大胡列車區保管。兩車沒有登錄成為上毛電氣鐵道車輛。

#### 過去的車輛
- DeHaNi50形（日语：上毛電気鉄道デハ100型電車）
  - 1979年（昭和54）退役
- DeKa10形→DeHa10形→KuHa10形（日语：上毛電気鉄道デカ10型電車）
  - 在路線啟用起至翌年引入，共有3款共7輛電動客車、貨車（DeHa100形101-104、DeHaNi50形51-52、DeKa10形11）。在1934年（昭和9年），電動貨車DeKa11改造為電動客車DeHa11。在1975年（昭和50年）退役。在引入此款列車後，於2019（平成31/令和元）年度預計再次引入新型車輛，是90年來再次購入新款列車，而非二手車輛。
- KuHa60形（日语：上毛電気鉄道デハ160型電車#クハ60形）KuHa61
  - 在1943年（昭和18年），從廢止的成田鐵道（日语：成田鉄道多古線）中購入木製轉向架客車HoHaNi2。在1944年（昭和19年）型號改為SuHa61。在1947年（昭和22年）改裝為控制車，型號改為KuHa61。在1958年（昭和33年），車輛運至西武所澤車輛工場（日语：西武所沢車両工場）進行車身延長和車身鋼體化工程。在1980年（昭和55年）退役。
- DeHa80形Deha81
  - 在1947年（昭和22年），從東武鐵道借入DeHa10（日语：東武デハ2形電車），在1948年（昭和23年）正式購入。在1980年（昭和55年）退役。
- KuHa500形（日语：青梅電気鉄道の電車#デハ500形 → モハ500形）KuHa501
  - 在1947年（昭和22年），從國鐵借入青梅電氣鐵道MoHa503，在1950年（昭和25年）正式購入，並改裝了控制車，型號改為KiHa501。在1979年（昭和54年）退役。
- KuHa300形（日语：上毛電気鉄道デハ160型電車#クハ300形）KiHa301
  - 在1949年（昭和24年），從國鐵借入SeHa25011（日语：国鉄デハ33400系電車#戦後の状況），並改裝為控制車。在1951年（昭和26年）正式購入。在1959年（昭和34年），車輛運至西武所澤工場進行車身延長和鋼體化工程。在1980年（昭和55年）退役。
- KuHa600形KuHa601
  - 在1949年（昭和24年），從國鐵借入SeHa25053（國鐵DeHa23450形→SeHa33700形（日语：国鉄デハ33400形電車）→SeHa25形（日语：国鉄サハ25形電車））。隨著車輛老化，於1950年（昭和25年）進行拆毀工程。在拆毀後，繼續使用轉向架，使用自家擁有的底架，配以新建造的鋼製車身，成為一個新列車。在1951年（昭和26年），正式從國鐵購入車輛，型號改為KuHa601。底架是來自上信電氣鐵道。在1980年（昭和55年）退役。
- KuHa700形（日语：鶴見臨港鉄道の電車#モハ110形（モハ100形））KuHa701
  - 在1951年（昭和26年），從國鐵轉讓舊鶴見臨港鐵道MoHa111，並改裝為控制車。於1952年（昭和27年）型號改為KuHa701。在1979年（昭和54年）退役。
- DeHa800形（日语：上毛電気鉄道デハ160型電車#デハ800型） DeHa801
  - 在1955年（昭和30年），從國鐵則入MoHa1101（信濃鐵道DeHa2）。在1962年（昭和37年），車輛運至西武所澤工場進行車身延長和鋼體化工程。在1981年（昭和56年）退役。
- DeHa160形（日语：上毛電気鉄道デハ160型電車#デハ160型）DeHa161
  - 在1956年（昭和31年），從西武鐵道購入MoHa203（武藏野鐵道DeHa311）。在1960年（昭和35年），車輛運至西武所澤工場進行車身延長和鋼體化工程。在1980年（昭和55年）退役。
- KuHa1060形（日语：上毛電気鉄道デハ160型電車#クハ1060型）KuHa1061
  - 在1956年（昭和31年），從西武鐵道購入KuHa1256。在1981年（昭和56年）退役。
- DeHa170形（日语：上毛電気鉄道デハ160型電車#デハ170型）DeHa171
  - 在1959年（昭和34年），由西武所澤工場使用半鋼製車身製作，電力裝置取自DeHa11的電動列車（DeHa11→KuHa11）。在1981年（昭和56年）退役。
- DeHa180形（日语：上毛電気鉄道デハ160型電車#デハ180型）DeHa181
  - 在1963年（昭和38年）由西武所澤工場製作。在1980年（昭和55年）退役。
- DeHa220形、KuHa770形DeHa222、224、KuHa771、773
  - 在1967年（昭和42年），從國鐵購入MoHa11214、11444、KuHa16259、19529（前國鐵30系（日语：国鉄30系電車）、31系（日语：国鉄31系電車）、50系（日语：国鉄50系電車）→KuMoHa11形（日语：国鉄モハ11形電車）、KuHa16形（日语：国鉄クハ16形電車））。在1977年（昭和52年）至1978年（昭和53年）陸續退役。
- 230形（日语：上毛電気鉄道230型電車）（前西武KuMoHa351形（日语：西武351系電車）、前KuHa1411形（日语：西武クハ1411形電車））
- 300形（日语：上毛電気鉄道300型電車）（前東武3000系（日语：東武3000系電車#3000系））
- 350形（前東武3050系（日语：東武3000系電車#3050系））
  - 在1977年（昭和52年）至1980年（昭和55年）從西武鐵道購入了230形，除了DeHa101、104外，取代了其他車輛。230形在1990年（平成2年）被300形取代。該300形在使用4年後，大部分被350形取代。而300形剩下車輛在2000年（平成12年）被700形取代。因此，上毛電氣鐵道在10年間3度替換車輛。

#### 預定引入車輛
- 型號未定（在第5期上毛線再生基本方針[5]中提及，自從1929年（昭和4年）引入新製造的DeKa10型電動列車以來，90年來沒有引入一手列車[6]。為了取代700型，於2019（平成31/令和元）年度和2021（令和3年）年度預定各引入1編成列車[7]。由於上毛電鐵與各車輛製造商還未達成協議，因此上毛電鐵未選擇哪一間公司製造新列車。在2019（平成31/令和元）年度的預算中新車項目也被延遲[8]。）

### 過去的路線計劃
上毛電鐵曾經計劃鐵路線，從上毛線大胡出發，經伊勢崎前往埼玉縣的本庄，但是由於昭和之大恐慌使未能實現。
根據群馬縣立歷史博物館內的「群馬之鐵道」資料。上毛電鐵曾經在群馬縣和埼玉縣內北部計劃以下都市之間聯絡鐵道：
- 第一期線
  - 大胡 - 北伊勢崎 - 東本庄
- 第二期線
  - 群馬總社 - 東三俁
  - 東本庄 - 藤岡 - 吉井
  - 新町 - 藤岡 - 鬼石
- 却下線
  - 東本庄 - 寄居
  - 西桐生 - 桐生 - 深谷 - 川越

另外，在2004年一直使用的舊坂東大橋中，已經預留了上毛電鐵的路線，為一條公路鐵路兩用橋。在戰後，由於交通流量增加，因此本身預定建設路軌的部分也變成行車道。
此外，在同一件資料中，也提及曾經計劃與東武鐵道，但是最後沒有實現。
現時，上毛電鐵與其他公司聯絡的路軌只有在東武鐵道桐生線赤城站（上毛委託）。在昭和40年代，曾經計劃在中央前橋站至一毛町（現時：城東站）站之間建設聯絡線連接國鐵（現時：JR）前橋站，該聯絡線計劃由國家、群馬縣和前橋市資助。但是由於上毛電鐵一方需要建設上電廣場大廈，因此沒有實現。現時，日本中央巴士設有穿梭巴士連接兩地。另外，西桐生站曾經也計劃在桐生市的都市工程計劃中延長至桐生站，連接國鐵車站，但是後來也沒有實現。

### 上毛線再生等檢討協議會圓桌會議
在2007年，由群馬縣交通政策課、沿線自治體和專家組成了「上毛線再生等檢討協議會圓桌會議」。舉行了會議、公聽會和説明會。
在2007年以後，上毛電鐵取得由縣、沿線自治體的資助金繼續營運。

## 企劃車票
上毛電鐵全年發售上毛線的一日乘車券和「赤城南麓1日自由車票」（成人1300日圓，小童650日圓）。另外，在10月和11月的星期六、日，以及鐵路之日和群馬縣民之日，均會限定發售「鐵道之日&群馬縣民之日紀念免費一日票」（成人1000日圓，小童500日圓）（每年在9月中開始提前發售。在這個情況時，需要在櫃臺寫上使用日期）。
以60歲以上的人士為對象，每年9月的敬老之日當天，上毛電鐵會發售上毛線全線1日上下車自由乘車券「敬老之日免費一日票」（500日圓）。可於中央前橋、江木、大胡、赤城、西桐生各站和營業課中購買。

## 產品販賣
在中央前橋站中設有「上電商店」的玻璃櫃。展示了一些精品。如需購買，可向檢票處查詢。若購買過去的車票類和大型商品，可在北出口向右步行1至2分的總部內3號的總務部購買（平日早上9時至下午5時）。

## 巴士事業（已撤退）
在1995年4月7日前，上毛電鐵設有巴士業務。巴士路線主要在前橋市中心行走。隨著機動化，使巴士業績變差。在一般巴士路線中，踏入1990年代，上毛電鐵仍然沒有任何空調巴士。上毛電鐵最後一條巴士路線由新里站到發。而租賃巴士事業在1995年4月1日轉讓至日本中央巴士，自從上毛電鐵再沒有巴士業務。
歷史
括號內的數字為營業距離（公里）
- 1953年 - 在上毛線沿線（主要在前橋市內）開設巴士路線（31.2）
- 1955年 - 路線延長至伊勢崎市（42.4）
- 1969年 - 巴士路線網絡最頂盛的時代（139.95）
- 1970年 - 開始取消無利可圖的路線（95.85）
- 1973年2月 - 取消大胡以東（桐生一方），與上毛線並行的路線（72.05）
- 1975年 - 取消所有桐生、大間間町區域內的路線（55.85）
- 1995年 - 最後1條巴士路線，行走於新里站至大久保之間也被取消了

巴士車輛方面，統一使用日野汽車。在1987年至1993年之間，一人控制款式的帽子巴士（BH15型）復活運行。在帽子巴士引退後，日野汽車收回車輛，最初在縣內的新田工場保管，後來遷移至東京都八王子市南野的日野Auto Plaza。在2002年，為了紀念創業60周年而進行改裝，塗上當時的顏色，在東京車展展出。

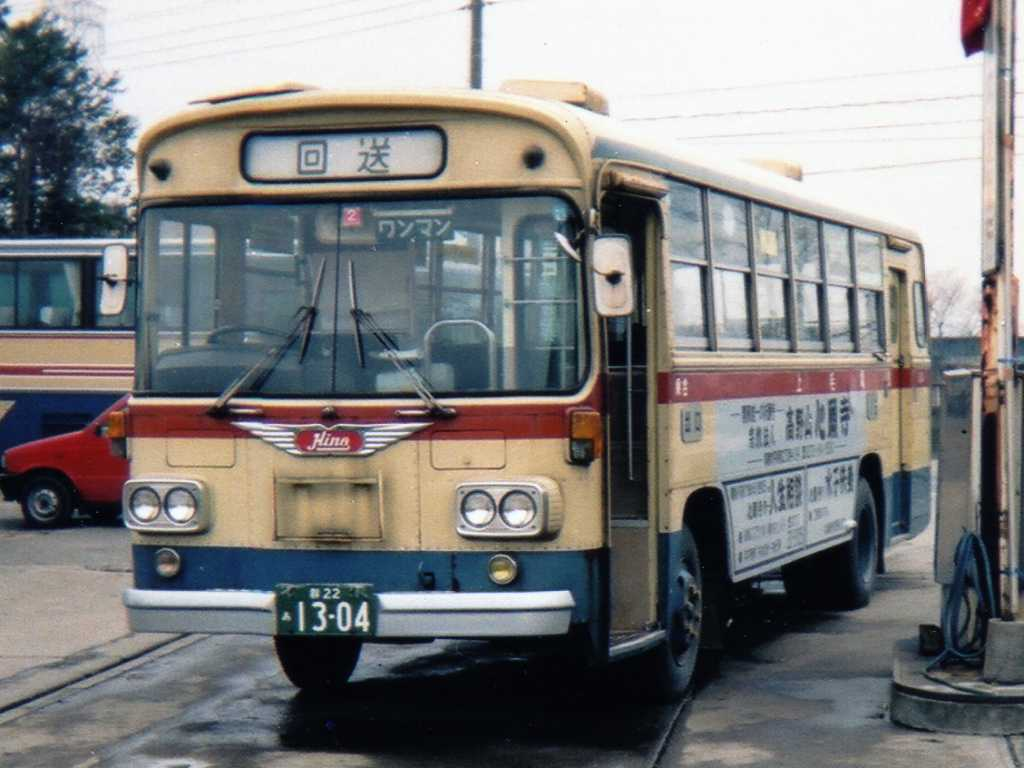
上毛電氣鐵道的一般巴士路線
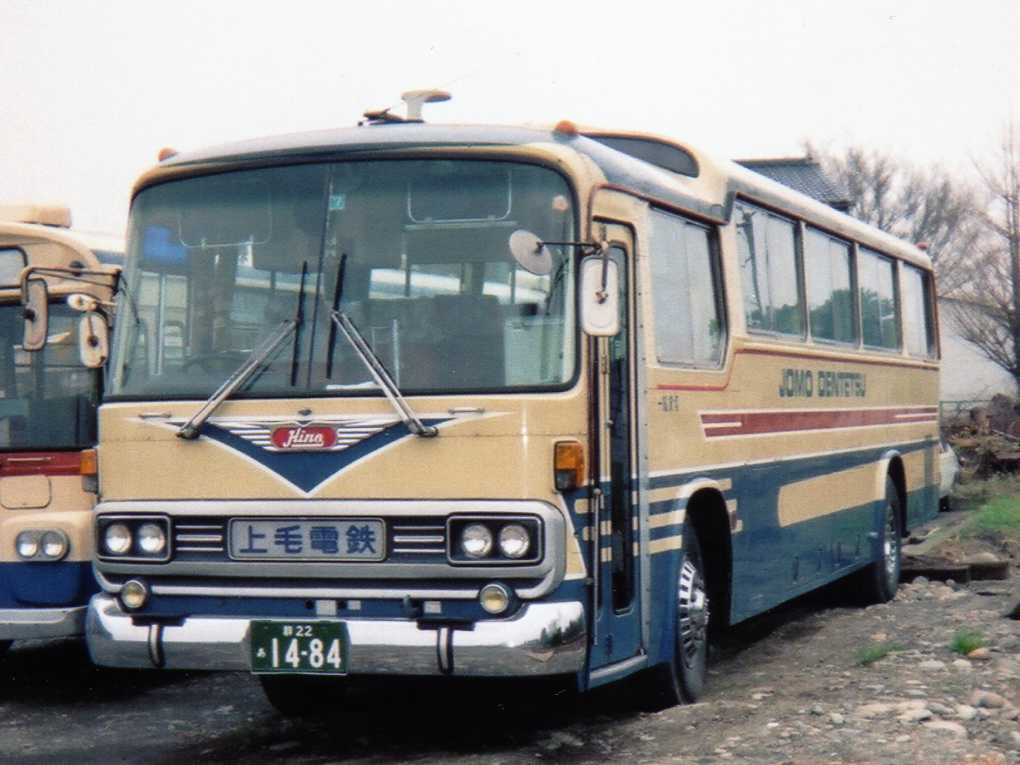
上毛電氣鐵道的租賃巴士
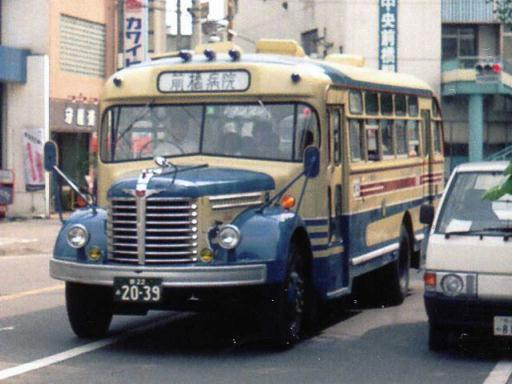
在上毛電氣鐵道中運行的帽子巴士（日语：ボンネットバス）

## 業績
| 各年度的業績 | 各年度的業績   | 各年度的業績   | 各年度的業績     | 各年度的業績     | 各年度的業績     | 各年度的業績     | 各年度的業績                       | 各年度的業績     | 各年度的業績       |
| 年度         | 運送人次（人） | 貨運量（公噸） | 營業收入（日圓） | 營業支出（日圓） | 營業利潤（日圓） | 其他利潤（日圓） | 其他支出（日圓）                   | 利息支出（日圓） | 政府補助金（日圓） |
| ------------ | -------------- | -------------- | ---------------- | ---------------- | ---------------- | ---------------- | ---------------------------------- | ---------------- | ------------------ |
| 1928         | 71,522         |                | 17,667           | 6,247            | 11,420           |                  |                                    | 4,007            |                    |
| 1929         | 1,108,312      | 1,272          | 225,889          | 130,276          | 95,613           |                  | 雜項損失206                        | 91,921           |                    |
| 1930         | 1,014,353      | 1,909          | 184,760          | 105,483          | 79,277           |                  | 巴士業務971                        | 77,881           |                    |
| 1931         | 935,287        | 1,631          | 173,904          | 94,602           | 79,302           |                  | 巴士業務4,131                      | 71,190           |                    |
| 1932         | 855,450        | 1,606          | 160,226          | 90,891           | 69,335           |                  | 巴士業務1,836                      | 63,432           |                    |
| 1933         | 872,787        | 7,492          | 178,286          | 94,725           | 83,561           |                  | 雜項折舊12,157巴士業務2,784        | 78,013           | 10,013             |
| 1934         | 943,487        | 9,902          | 188,870          | 115,403          | 73,467           |                  | 雜項折舊213,740巴士業務2,829       | 80,163           | 35,095             |
| 1935         | 986,282        | 10,975         | 200,071          | 127,560          | 72,511           | 債務免除427      | 雜項折舊59,013巴士業務及其他24,160 | 71,532           | 93,818             |
| 1936         | 1,014,361      | 11,868         | 209,011          | 144,540          | 64,471           |                  | 雜項折舊34,666巴士業務及其他2,500  | 61,592           | 73,423             |
| 1937         | 1,036,995      | 10,710         | 206,936          | 160,302          | 46,634           | 巴士業務1,434    | 雜項折舊40,004                     | 59,032           | 70,640             |
| 1939         | 1,849,591      | 12,549         |                  |                  |                  |                  |                                    |                  |                    |
| 1941         | 3,011,568      | 20,443         |                  |                  |                  |                  |                                    |                  |                    |
| 1943         | 4,592,078      | 19,161         |                  |                  |                  |                  |                                    |                  |                    |
| 1945         | 7,771,088      | 18,184         |                  |                  |                  |                  |                                    |                  |                    |

參考：鐵道統計資料、鐵道統計、國有鐵道陸運統計各年度版

## 注腳
1. 1 2 3 4 5 6 7  鉄道統計年報平成29年度版 - 国土交通省
2. ↑  国土交通省鉄道局監修『鉄道要覧』平成30年度版、電気車研究会・鉄道図書刊行会
3. ↑   (PDF). 東武鉄道株式会社. 2019-06-21  [2020-03-05]. （原始内容 (PDF)存档于2022-03-01） （日语）.
4. ↑  . 上毛電氣鐵道.   [2020-11-14]. （原始内容存档于2022-05-16） （日语）.
5. ↑  . chiholog - 地方議会議事録横断検索. 前橋市. 2020-08-30  [2020-11-14] （日语）.
6. ↑  地域情報誌「桐生タイムス」2018年2月28日發行。
7. ↑  経営再建計画収支表[]（日語） - 前橋市
8. ↑  群馬縣議會 令和元年第２回例會城市規劃戰略特別委員會－2019年6月6日
9. ↑  1924年（大正13年）6月的鐵道許可狀（「鉄道免許状下付」『官報』1924年6月11日）中許可建設鐵路線。在1934年（昭和9年）11月，鐵道許可失效和起業廢止許可（「鉄道免許失效並起業廢止許可」『官報』1934年11月24日）
10. 1 2  鈴木文彥. . 鐵道雜誌 (鐵道雜誌社). 1995年7月,. No. 345: pp.  146 （日语）.
11. ↑  鈴木文彥. . 鐵道雜誌 (鐵道雜誌社). 1991年9月,. No. 299: pp.  128–129 （日语）.
12. ↑  大島登志彦、「1950-60年代における路線バスの盛衰と交通環境に関する一考察（日語）」 《土木史研究論文集》 2006年 25卷 p.63-73, doi:10.11532/journalhs2004.25.63

## 相關文獻
- 石関正典. . 新地理 (日本地理教育學會). 2007-2008年, 55 (2): 12–27. doi:10.5996/newgeo.55.2_12 （日语）.

## 外部連結
- 上毛電氣鐵道 （页面存档备份，存于）（日語）